# Tomáš Langášek
Tomáš Langášek (* 13. února 1974 Kyjov) je český právník, od června 2024 je soudcem Ústavního soudu ČR. 

## Život
V roce 1999 dokončil studium na Právnické fakultě Univerzity Karlovy a roku 2000 získal titul Master of Laws v oboru srovnávacího ústavního práva na Středoevropské univerzitě v Budapešti.

## Pracovní kariéra
Po vojenské službě pracoval v letech 2001–2003 v Kanceláři Veřejného ochránce práv. V letech 2009–2013 působil jako generální sekretář Ústavního soudu. Vedle toho byl v letech 2009 až 2013 členem Rady Justiční akademie a v letech 2010 až 2015 zastupujícím členem Správní rady Agentury Evropské unie pro základní práva.
Od roku 2013 je soudcem Nejvyššího správního soudu, kde působil mimo jiné jako předseda sedmičlenného specializovaného senátu pro věci voleb a politických stran a šestičlenného kárného senátu pro soudce. Od ledna 2022 je zastupujícím členem Benátské komise (Evropská komise pro demokracii prostřednictvím práva).
Kromě řady odborných článků je editorem a spoluautorem komentářů k Listině základních práv a svobod, Ústavě České republiky a k zákonu o Ústavním soudu. Zabývá se též právní historií, zejména ústavního soudnictví; je autorem monografie Ústavní soud Československé republiky a jeho osudy v letech 1920-1948 a dalších článků na toto téma.

### Ústavní soudce
V dubnu 2024 jej prezident Petr Pavel navrhl na funkci ústavního soudce. V červnu 2024 Senát nominaci prezidenta schválil, pro návrh hlasovalo 61 z 66 hlasujících senátorů. 25. června 2024 byl soudcem jmenován.